# Izeda, Calvelhe e Paradinha Nova
Izeda, Calvelhe e Paradinha Nova (llamada oficialmente União das Freguesias de Izeda, Calvelhe e Paradinha Nova) es una freguesia portuguesa del municipio de Braganza, distrito de Braganza.

## Historia
Fue creada el 28 de enero de 2013 en aplicación de una resolución de la Asamblea de la República de Portugal promulgada el 16 de enero de 2013 con la unión de las freguesias de Calvelhe, Izeda y Paradinha Nova, pasando su sede a estar situada en la antigua freguesia de Izeda.

## Demografía
| Gráfica de evolución demográfica de Izeda, Calvelhe e Paradinha Nova entre 2011 y 2021 |
|                                                                                        |
| Datos según el nomenclátor publicado por el INE portugués.                             |